# 梁灝文
梁灝文（1991年—），曾任香港屯門區議會田景選區區議員。

## 個人簡歷
梁灝文於香港出生，曾就讀屯門天主教中學，隨後升讀香港浸會大學修讀社會學和教育文憑，及嶺南大學修讀社會學哲學碩士，碩士論文以接近民族誌的研究方式研究2014年的佔領運動。研究院畢業後曾於中學擔任教學工作和於大專院校任職研究員及兼職講師。

## 政治生涯

### 參選區議會
2019的區議會選舉，梁灝文參選田景選區。同區的候選人分別有爭取連任的工聯會李洪森、熱血公民的梁逸朗和獨立人士雷美玉。由於當屆區議會選舉有許多無政黨人士或以組成聯盟的方式參與選舉 ，有傳媒以「屯門十一素人」描述屯門區的無政黨及小型地區組織的候選人，梁灝文亦為其中一人。 最終，梁灝文得票4,254，取得過半票數，成功當選為新一屆區議員。

## 外部連結
- 屯門區議會網頁梁灝文資料（页面存档备份，存于）
- 梁灝文的Facebook專頁
- 梁灝文的Instagram帳戶

| 議會席位      | 議會席位                                              | 議會席位                                   |
| ------------- | ----------------------------------------------------- | ------------------------------------------ |
| 前任： 李洪森 | 屯門區議會 田景選區區議員 2020年1月1日—2023年12月31日 | 繼任： 選區重組 議會於2023年底進行選區重組 |